# 普萊森特格林 (堪薩斯州)
普萊森特格林（英語：Pleasant Green）是位於美國堪薩斯州菲利普斯縣的一個鬼鎮。

## 歷史
普萊森特格林的郵政局於1877年設立，直到1904年結束營運。

## 地理
普萊森特格林所處的海拔為高於海平面628米（即2060英呎），而該地所採用的時區為UTC-6，即北美中部時區（CST）。同時該地設有夏令時間，為UTC-6調快一小時，即UTC-5（CDT）。